# カンポロンゴ・マッジョーレ
カンポロンゴ・マッジョーレ（伊: Campolongo Maggiore）は、イタリア共和国ヴェネト州ヴェネツィア県にある、人口約11,000人の基礎自治体（コムーネ）。

## 地理

### 位置・広がり

#### 隣接コムーネ
隣接するコムーネは以下の通り。括弧内のPDはパドヴァ県所属を示す。
- カンパーニャ・ルーピア
- カンポノガーラ
- フォッソ
- ピオーヴェ・ディ・サッコ (PD)
- サンタンジェロ・ディ・ピオーヴェ・ディ・サッコ (PD)

### 気候分類・地震分類
気候分類では、zona E, 2429 GGに分類される。
また、イタリアの地震リスク階級 (it) では、zona 3 (sismicità bassa) に分類される。

## 行政

### 分離集落
カンポロンゴ・マッジョーレには、以下の分離集落（フラツィオーネ）がある。
- Bojon, Liettoli, Santa Maria Assunta